# Підтримання гірничих виробок
Підтримання гірничих виробок — комплекс робіт з утримання виробки в експлуатаційному стані, визначеному параметрами паспорту її проведення і кріплення. Основна мета підтримання — протистояти гірничому тиску, тобто тиску гірських порід, що оточують виробку. Цей тиск може бути спрямований з усіх боків і змінюватися залежно від глибини, типу породи та інших факторів.
Термін «підтримання гірничих виробок» в технічній літературі і документації часто вживається і в більш вузькому значенні — як ремонт гірничих виробок.